# Polypodium viscoso-viscidum
Polypodium viscoso-viscidum là một loài dương xỉ trong họ Polypodiaceae. Loài này được Thouars mô tả khoa học đầu tiên năm 1808.
Danh pháp khoa học của loài này chưa được làm sáng tỏ. 